# فرانك سوليفان (مونتير)
فرانك سوليفان (بالإنجليزية: Frank Sullivan)‏ (و. 1896 – 1972 م) هو مونتير، وكاتب سيناريو، ومصور سينمائي أمريكي، ولد في سانت باول، مينيسوتا، توفي في وودلاند هيلز، عن عمر يناهز 76 عاماً.

## وصلات خارجية
- فرانك سوليفان على موقع IMDb (الإنجليزية)
- فرانك سوليفان على موقع ألو سيني (الفرنسية)
- فرانك سوليفان على موقع أول موفي (الإنجليزية)
- فرانك سوليفان على موقع قاعدة بيانات الأفلام السويدية (السويدية)
- فرانك سوليفان على موقع قاعدة بيانات الفيلم (الإنجليزية)
- فرانك سوليفان على موقع كينوبويسك (الروسية)